# شهبيك زهي
شهبيك زهي (بالفارسية: شهبیک زهی) هي منطقة سكنية تقع في قسم باهوكلات الريفي (مقاطعة تشابهار) في إيران. يقدر عدد سكانها بـ 694 نسمة بحسب إحصاء 2016.